# Mark Warnecke
Mark Warnecke (ur. 15 lutego 1970 w Bochum) – niemiecki pływak specjalizujący się w stylu klasycznym, medalista olimpijski.
Największy sukces odniósł na Igrzyskach Olimpijskich w 1996 r. w Atlancie, zdobywając brązowy medal na dystansie 100 m stylem klasycznym. Został również mistrzem świata w 2005 r. w Montrealu na dystansie 50 m stylem klasycznym. Zdobywał wiele medali mistrzostw Europy, a także mistrzostw świata oraz mistrzostw Europy na basenie 25-metrowym.
Karierę sportową zakończył w 2007 r.